# 6641 Bobross
A 6641 Bobross (ideiglenes jelöléssel 1990 OK2) a Naprendszer kisbolygóövében található aszteroida. Henry E. Holt fedezte fel 1990. július 29-én.